# Saturnino (conde dos domésticos)
Saturnino (em latim: Saturninus) foi um oficial bizantino do século V, ativo no reinado do imperador Teodósio II (r. 408–450). Era rico e membro de boa família. Em 449, sua filha cujo nome é incerto foi prometida a Constâncio, o secretário de Átila. Em 444, como conde dos domésticos, foi enviado por Teodósio a Jerusalém para matar Severo e João, dois clérigos servindo a imperatriz Élia Eudócia, que imediatamente ordenou seu assassinato.